# Duktilnost
Duktilnost je svojstvo materijala da podnese plastičnu deformaciju bez loma.
Što je veću deformaciju materijal sposoban podnijeti bez krhkog loma to je duktilniji.
Slom armirano betonske konstrukcije može nastati po čeliku ili po betonu, rijetko istovremeno. Ako je čelik tijekom uporabe u fazi velikih deformacija (do 10‰)slom može nastati uz prethodno nastajanje pukotina. Takav slom naziva se duktilan ili žilav slom.
Duktilnost je svojstvo, a mjera duktilnosti izražava se omjerom između deformacija kod sloma i deformacija popuštanja. Ako je ovaj omjer veći od 1, a manji od 2 radi se o neduktilnom elementu. Ako je manji od 1 radi se o krhkom elementu. Ako u armirano betonskom elementu prvo popusti armatura element je duktilan, a ako popusti beton element je krhak.

## Poveznice
- Žilavost